# علی پژوهشگر
علی پژوهشگر (زادهٔ ۲۳ مرداد ۱۳۵۶ در مشهد) موسیقی‌دان، نوازندهٔ عود و آهنگساز ایرانی است.

## زندگی هنری
علی پژوهشگر در ۲۳ مرداد ۱۳۵۶ در مشهد متولد شد. پدرش با موسیقی آشنا بود و از خردسالی آموزش «تمبک» را نزد وی آغاز کرد و از ۱۱ سالگی به فراگیری ساز «عود» پرداخت.
او پس از پایان تحصیل در هنرستان موسیقی، به دانشکده هنر و معماری دانشگاه آزاد راه یافت و با دریافت مدرک کارشناسی موسیقی فارغ‌التحصیل شد. وی تحصیلات عالی موسیقی را با دریافت مدرک کارشناسی ارشد از دانشگاه هنر تهران پی گرفت. از جمله استادان او می‌توان به هنرمندانی نظیر «منصور نریمان»، «عباس پژوهشگر»، «فرهاد فخرالدینی»، «شریف لطفی»، «حسین علیزاده»، «کامبیز روشن روان»، «حسین دهلوی»، «مصطفی کمال پورتراب» و «محمدرضا درویشی» اشاره نمود.
وی در سال ۱۳۷۴ برنده جایزه «نوازنده برتر بربت» از جشنواره موسیقی فجر شد.

## فعالیت‌های هنری
از جمله فعالیت‌های هنری علی پژوهشگر به موارد زیر می‌توان اشاره نمود:
سرپرستی گروه موسیقی «نریمان» همکاری با ارکستر ملی ایران، عضویت در گروه‌های موسیقی نظیر: «دالاهو»، «صبا» ٬ «مستان»، «منظمی»، «داوود آزاد» و «سیمرغ»، اجرای کنسرت در ایران، کانادا، آمریکا و اروپا، گردآوری و اجرای مجموعه ۴۲ قطعه برای عود اثر منصور نریمان، تدوین ردیف موسیقی ایرانی برای ساز عود اثر منصور نریمان.

## آثار هنری
از جمله آثاری که علی پژوهشگر در آن‌ها حضور داشته‌است به موارد زیر می‌توان اشاره نمود:
- انتشار آلبوم موسیقی «دوره‌گرد» از گروه نریمان (نوازندگی و آهنگسازی همراه با «پاشا هنجنی») ۱۳۸۹[۱۴]
- انتشار آلبوم موسیقی «چهل و دو قطعه برای عود (مجموعه اول: شور زندگی، مجموعه دوم: زخمه ریزان)» (تنطیم و نوازندگی عود) آهنگساز: منصور نریمان ۱۳۹۱[۱۵]
- انتشار آلبوم موسیقی «فانتزی برای تمبک و ارکستر ایرانی» (آهنگسازی) ۱۳۹۵[۱۶]
- انتشار آلبوم موسیقی «مثنوی صبا» (تنظیم ۲۱ قطعه از آثار «ابوالحسن صبا» برای بربت) ۱۳۹۶[۱۲]
- انتشار آلبوم موسیقی «صورتگر» (آهنگسازی و نوازندگی) به خوانندگی «سالار عقیلی» با روایت «امین تارخ» ۱۳۹۷[۱۷]
- نوازندگی در گروه موسیقی «نوآیین» و اجرای کنسرت «ارغوان» به آهنگسازی «سورنا صفاتی» و خوانندگی «مژگان شجریان» تور آمریکا و کانادا ۱۳۹۷[۱۸]
- نوازندگی در آلبوم موسیقی «خانه بوی گل گرفت» به آهنگسازی «حسین پرنیا» و خوانندگی «ایرج بسطامی» ۱۳۷۲[۱۹]
- نوازندگی در آلبوم موسیقی «ای عاشقان» به آهنگسازی «فؤاد حجازی» و خوانندگی «علیرضا عصار» ۱۳۸۱
- نوازندگی در آلبوم موسیقی «زرد، سرخ، ارغوانی» به آهنگسازی «امیرحسین سام» و خوانندگی «اشکان کمانگری» ۱۳۸۵[۲۰]
- نوازندگی در آلبوم موسیقی «چتر عشق» به آهنگسازی و خوانندگی «انوش جهانشاهی» ۱۳۸۶[۲۱]
- نوازندگی و آهنگسازی در آلبوم موسیقی «مِی گُلی» به خوانندگی «علیرضا مرعشی» ۱۳۸۸[۲۲]
- نوازندگی در آلبوم موسیقی «مهتاب در باغ» به آهنگسازی «سامان احتشامی»
- نوازندگی در آلبوم موسیقی «شرح پریشانی» به آهنگسازی «میدیا فرج نژاد» و خوانندگی «حجت اشرف زاده» ۱۳۸۹
- نوازندگی در کنسرت و آلبوم گروه موسیقی «سیمرغ» به آهنگسازی «حمید متبسم» به رهبری «محمدرضا درویشی» و خوانندگی «همایون شجریان» ۱۳۸۹[۲۳]
- نوازندگی، آهنگسازی و تنظیم در آلبوم موسیقی «ملکا» به همراه «پاشا هنجنی» به خوانندگی «پیام عزیزی»
- نوازندگی و تنظیم در آلبوم موسیقی «پیام عاشقان» به خوانندگی «پیام عزیزی»
- نوازندگی در آلبوم موسیقی «ضامن آهو» به خوانندگی «حمیدرضا گلشن» ۱۳۹۰[۲۴]
- نوازندگی در آلبوم موسیقی «گاهی سه گاهی» به آهنگسازی «پویا سرایی» و خوانندگی «محمد معتمدی» ۱۳۹۱[۲۵]
- نوازندگی در آلبوم موسیقی «خواب خورشید» به آهنگسازی «میدیا فرج نژاد» ۱۳۹۲[۲۶]
- نوازندگی در آلبوم موسیقی «زرتشت» به آهنگسازی «سینا وجدانی»
- نوازندگی در آلبوم موسیقی «بی‌برگی» به آهنگسازی «پویا سرایی» و خوانندگی «امیر محمد تفتی» ۱۳۹۳[۲۷]
- نوازندگی در آلبوم موسیقی «همه این روزها» به آهنگسازی «کارن همایونفر» ۱۳۹۵[۲۸]
- نوازندگی در آلبوم موسیقی «بادیگارد» به آهنگسازی «کارن همایونفر» ۱۳۹۵[۲۹]
- نوازندگی در آلبوم موسیقی «بیدل» به آهنگسازی «علی ربانی‌فر» و خوانندگی «حمید خزائی» ۱۳۹۵
- نوازندگی در آلبوم موسیقی «کهن نوای نو» به آهنگسازی «علیرضا مظفریان» و خوانندگی «حسین علیشاپور» ۱۳۹۵
- نوازندگی در آلبوم موسیقی «ستاره خورشید» به آهنگسازی «ابوالفضل صادقی نژاد» ۱۳۹۶
- نوازندگی در آلبوم موسیقی «دوست دارم خنده‌هایت را» به آهنگسازی «ابوالفضل صادقی‌نژاد» با شعر و صدای «سهیل محمودی» ۱۳۹۶[۳۰]
- طراحی٬ آهنگسازی و اجرای کنسرت نمایش شمس و مولانا در لس‌ آنجلس ۱۳۹۸[۳۱][۳۲]